# Municipio de Prairie (Nebraska)
El municipio de Prairie (en inglés: Prairie Township) es un municipio ubicado en el condado de Phelps en el estado estadounidense de Nebraska. En el año 2010 tenía una población de 370 habitantes y una densidad poblacional de 4,15 personas por km².

## Geografía
El municipio de Prairie se encuentra ubicado en las coordenadas 40°23′33″N 99°21′34″O / 40.39250, -99.35944. Según la Oficina del Censo de los Estados Unidos, el municipio tiene una superficie total de 89.1 km², de la cual 89,1 km² corresponden a tierra firme y (0 %) 0 km² es agua.

## Demografía
Según el censo de 2010, había 370 personas residiendo en el municipio de Prairie. La densidad de población era de 4,15 hab./km². De los 370 habitantes, el municipio de Prairie estaba compuesto por el 97,3 % blancos, el 0,27 % eran afroamericanos, el 0,81 % eran asiáticos, el 0,81 % eran de otras razas y el 0,81 % eran de una mezcla de razas. Del total de la población el 2,43 % eran hispanos o latinos de cualquier raza.